# Lorenzo Franciosini
Lorenzo Franciosini (* 16. Jahrhundert in Florenz; † 17. Jahrhundert) war ein italienischer Latinist, Italianist, Hispanist, Übersetzer, Grammatiker und Lexikograf.

## Leben und Werk
Franciosini unterrichtete Italienisch und Spanisch in Siena. Er ist bekannt durch ein bedeutendes Wörterbuch Italienisch-Spanisch und Spanisch-Italienisch, eine Doppelgrammatik des Italienischen für Spanier und des Spanischen für Italiener (die ab 1655 Teil einer dreisprachigen Grammatik durch Giovanni Alessandro Lonchamps wurde), eine Grammatik des Lateinischen, sowie als erster italienischer Übersetzer des Don Quijote von Cervantes.

## Werke
- Vocabolario italiano, e spagnolo non più dato in luce. Nel quale con la facilita, e copia, che in altri manca, si dichiarano, e con proprieta conuertono tutte le voci toscane in castigliano, e le castigliane in toscano. Con le frasi, & alcuni prouerbi, che in ambe due le lingue giornalmente occorrono; con una chiara, e breue regola per leggere, e scriuere, & una succinta introduzione, con auuertimenti di molte cose notabili, Rom 1620 (668 + 784 Seiten), Genf 1636, Rom 1638, Venedig 1645, weitere Auflagen bis 1796
- (Übersetzer) L’ingegnoso cittadino Don Chisciotte della Mancia, Venedig 1622–1627
- Gramatica spagnola, e italiana, hora nuouamente vscita in luce, mediante la quale può il Castigliano con facilità, e fondamento impadronirsi della lingua toscana, & il Toscano, della castigliana; con la dichiarazione, & esempi di molte voci, e maniere di parlare dell’vna, e dell’altra nazione ... E con vna chiarissima, e breue regola per leggere, e scriuere con vero accento, Venedig 1624, Rom 1638, Venedig 1645, weitere Auflagen bis 1816
- (Übersetzer und Herausgeber) Dialogos apazibles, compuestos en castellano, y traduzidos en toscano. Dialoghi piaceuoli, composti in castigliano, e tradotti in toscano, Venedig 1526
- De particulis italicae orationis, quibus accessit Tractatus de accentibus vocum italicarum, Florenz 1637
- Fax linguae Italicae tyronibus in huius obscuritate versantibus non inutile lumen praeferens, Florenz 1638 (636 Seiten)
- Compendium facis linguae Italicae Laurentii Franciosini Florentini. Senis Italicae, ac Hispanicae linguae professoris, Rom 1644, 1666
- La nouissima grammatica delle tre lingue italiana, franzese, e spagnuola, cioe, la franzese, e l’italiana di Giovanni Alessandro Lonchamps, e la spagnuola di Lorenzo Franciosino. Opera profitteuole a chi desidera imparare fondatamente, & con breuita a leggere, comporre, intendere, a parlare in quelle, Venedig 1655, weitere Auflagen bis 1680, Paris 1973